# Richard von Wallingford

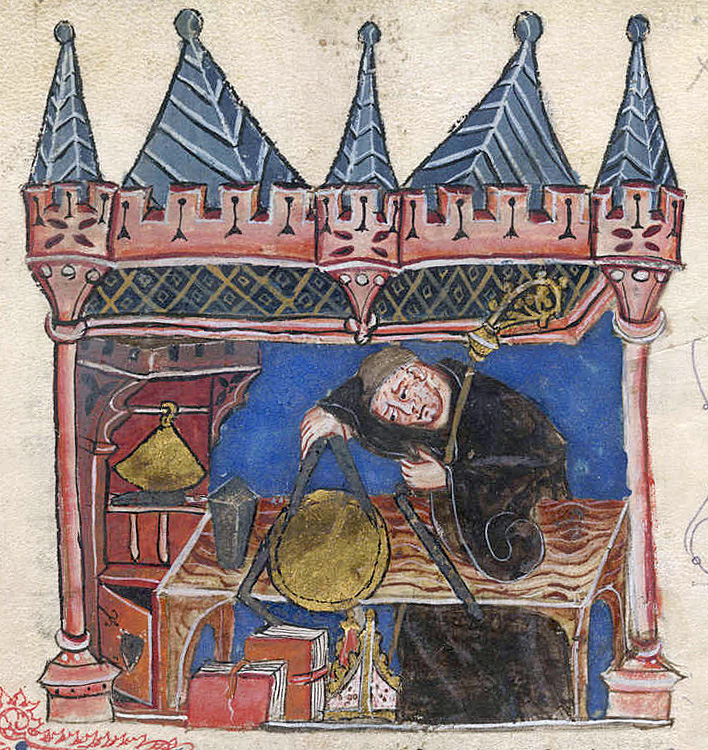
Richard von Wallingford

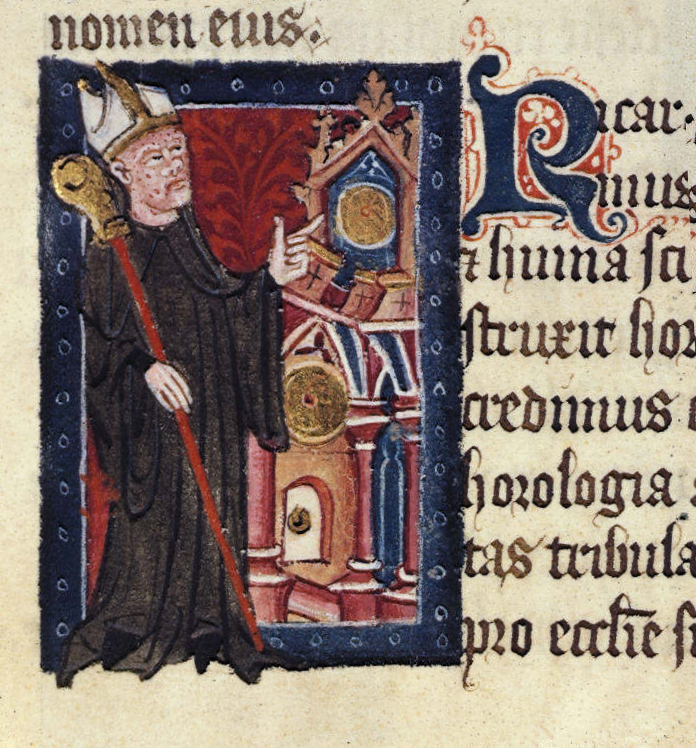
Abt Richard von Wallingford, sein Gesicht ist entstellt, möglicherweise durch Lepra.

Richard von Wallingford (* 1292 in Wallingford; † 1336 in St Albans) war ein englischer Mathematiker, der große Beiträge zur Astronomie, Astrologie und zur Uhrmacherei lieferte, während er als Abt in der Abtei von St Albans in Hertfordshire diente.
Er wurde in Wallingford in Berkshire (jetzt Oxfordshire) als Sohn eines Schmiedes geboren. Als er zum Waisen wurde, brachte man ihn zu William de Kirkeby, dem Prior von Wallingford. Richard studierte anschließend sechs Jahre an der University of Oxford, bevor er Mönch in St Albans wurde. Später studierte er weitere neun Jahre in Oxford. 1326 wurde er Abt von St Albans.
Richard von Wallingford ist bekannt für die von ihm konstruierte Astronomische Uhr, was im Tractatus Horologii Astronomici (1327) beschrieben ist. Die Uhr wurde etwa zwanzig Jahre nach seinem Tod durch William of Walsham vollendet. Etwa zweihundert Jahre später (1539) wurde sie während des Streits von Heinrich VIII. mit der katholischen Kirche, der so genannten Englischen Reformation und der folgenden Auflösung der englischen Klöster, zerstört. Seine Uhr war sicherlich der komplexeste Uhrenmechanismus, der zu dieser Zeit auf den britischen Inseln existierte und eine der fortschrittlichsten Uhren weltweit. Sie zeichnete sich durch einen 24-Stundenkreis auf dem Zifferblatt aus sowie durch die grafische Anzeige von Mond und Sonne während der Nacht bzw. des Tages. Der einzige andere dokumentierte, uhrenähnliche Mechanismus aus dem 14. Jahrhundert mit vergleichbarer Kompliziertheit, ist das „Astrarium“ von Giovanni de Dondi. Verschiedene Uhrenhistoriker des 20. Jahrhunderts haben versucht, basierend auf den Überlieferungen aus dem 14. Jahrhundert eine Nachbildung der Uhr zu bauen. Der bekannteste dieser Nachbauten wurde viele Jahre im mittlerweile geschlossenen Time Museum in Rockford, Illinois ausgestellt; ein weiterer wurde vom Uhrmacher Eric Watson gebaut und steht nun im Lokalmuseum von Wallingford (Wallingford Museum), ein dritter, gebaut 1988, befindet sich in der Abtei von St. Albans.
Richard von Wallingford gestaltete und konstruierte auch ein astronomisches Instrument zur Ermittlung von Planetenpositionen, bekannt als Equatorium, das er selbst Albion nannte. Mit dessen Hilfe konnte man die ekliptikalen Positionen von Mond, Sonne und Planeten bestimmen und Okkultationen vorherberechnen. Die Maschine wird in seinem Tractatus Albionis beschrieben. Er veröffentlichte auch weitere Schriften über Trigonometrie, Sternenkoordinaten, Astrologie und verschiedene religiöse Arbeiten.
Richard litt an einer Krankheit, die zu seiner Zeit für Lepra gehalten wurde (auch wenn es möglicherweise Syphilis, Skrofulose oder Tuberkulose war), was er offensichtlich verschwieg, als er in Avignon durch den Papst zum Abt ernannt wurde. Er starb in St Albans.